# Richard Jaeckel
Richard Hanley Jaeckel (Long Beach, 10 ottobre 1926 – Los Angeles, 14 giugno 1997) è stato un attore statunitense.

## Biografia
Figlio di Richard Jaeckel, commerciante di pellicce, e di Millicent Hanley, ex attrice teatrale di Broadway, all'età di otto anni si trasferì a Los Angeles con la famiglia e crebbe più interessato all'atletica leggera che alla recitazione. Nel 1943 fu assunto come fattorino dalla 20th Century Fox, dove venne notato dai produttori che stavano assegnando i ruoli per il film bellico Guadalcanal (1943). Il bell'aspetto di ragazzo biondo, malgrado la non alta statura, consentì al diciassettenne Jaeckel di fare il suo debutto cinematografico nel ruolo di una recluta dei Marines.
La sua carriera si interruppe per la chiamata alle armi, che lo vide impegnato nella United States Merchant Marine dal 1944 al 1949. Nello stesso anno ritornò a recitare, in film bellici quali Bastogne (1949) accanto a Van Johnson, e Iwo Jima, deserto di fuoco (1949) con John Wayne, e western come Romantico avventuriero (1950) e L'assalto al treno postale (1950), pellicole nelle quali l'attore interpretò  prevalentemente ruoli da "duro".
Con l'interpretazione nel melodramma Torna, piccola Sheba (1952), Jaeckel ottenne apprezzamenti da parte dei critici e proseguì la carriera, con ruoli prevalentemente di caratterista. Con il film Il grande alleato (1953) iniziò una collaborazione con il regista Robert Aldrich, che lo diresse in altri film successivi, da Prima linea (1956), con Jack Palance, alla commedia western I 4 del Texas (1964), accanto a Frank Sinatra e Dean Martin, fino al ruolo forse più famoso di Jaeckel, quello del sergente Clyde Bowren, vice del maggiore John Reisman (Lee Marvin), nel kolossal bellico Quella sporca dozzina (1967). Fin dagli anni cinquanta ebbe successo anche come attore televisivo, partecipando a numerose serie come Gli intoccabili (1960), Alfred Hitchcock presenta (1961), Il virginiano (1964), L'ora di Hitchcock (1963-1965), Perry Mason (1963-1966), Bonanza (1964-1967), Reporter alla ribalta (1968), Missione impossibile (1971), Ellery Queen (1975).
Nel 1972 ottenne una candidatura all'Oscar al miglior attore non protagonista per il ruolo dello sfortunato Jo Ben Stamper nel dramma Sfida senza paura (1971), diretto da Paul Newman, accanto al quale lavorò anche nel poliziesco Detective Harper: acqua alla gola (1975). Fu nuovamente diretto da Aldrich nel western Nessuna pietà per Ulzana (1972), con Burt Lancaster, e nel thriller fantapolitico Ultimi bagliori di un crepuscolo (1977). Fu attivo sul grande schermo anche negli anni ottanta in pellicole d'azione, e proseguì l'attività televisiva con partecipazioni a serie come Lou Grant (1979), Fantasilandia (1983), Dallas (1983), Love Boat (1984), La signora in giallo (1987) e Baywatch, di cui girò trenta episodi dal 1989 al 1994, nel ruolo del capitano Ben Edwards.
Jaeckel morì il 14 giugno 1997, all'età di 70 anni, dopo una battaglia durata tre anni contro un melanoma.

## Vita privata
Dal 1947 fino alla morte fu sposato con Antoinette Marches, da cui ebbe due figli, Barry (1949), divenuto giocatore professionista di golf, e Richard Jr..

## Filmografia

### Cinema
- Guadalcanal (Guadalcanal Diary), regia di Lewis Seiler (1943)
- La nave senza nome (Wing and a Prayer), regia di Henry Hathaway (1944)
- Jungle Patrol, regia di Joseph M. Newman (1948)
- Malerba (City Across the River), regia di Maxwell Shane (1949)
- Bastogne (Battleground), regia di William A. Wellman (1949)
- Iwo Jima, deserto di fuoco (Sands of Iwo Jima), regia di Allan Dwan (1949)
- Romantico avventuriero (The Gunfighter), regia di Henry King (1950)
- L'assalto al treno postale (Wyoming Mail), regia di Reginald Le Borg (1950)
- La legge del mare (Fighting Coast Guard), regia di Joseph Kane (1951)
- I pirati di Barracuda (The Sea Hornet), regia di Joseph Kane (1951)
- L'amore più grande (My Son John), regia di Leo McCarey (1952)
- L'impero dei gangster (Hoodlum Empire), regia di Joseph Kane (1952)
- Torna, piccola Sheba (Come Back, Little Sheba), regia di Daniel Mann (1952)
- Il grande alleato (Big Leaguer), regia di Robert Aldrich (1953)
- Il mare dei vascelli perduti (Sea of the Lost Ships), regia di Joseph Kane (1953)
- Terrore a Shanghai (The Shanghai Story), regia di Frank Lloyd (1954)
- Uomini violenti (The Violent Men), regia di Rudolph Maté (1955)
- La valanga degli uomini rossi (Apache Ambush), regia di Fred F. Sears (1955)
- Prima linea (Attack), regia di Robert Aldrich (1956)
- Quel treno per Yuma (3:10 to Yuma), regia di Delmer Daves (1957)
- Cowboy, regia di Delmer Daves (1958)
- Crimine silenzioso (The Lineup), regia di Don Siegel (1958)
- Il nudo e il morto (The Naked and the Dead), regia di Raoul Walsh (1958)
- Agguato nei Caraibi (The Gun Runners), regia di Don Siegel (1958)
- Quando l'inferno si scatena (When Hell Broke Loose), regia di Kenneth G. Crain (1958)
- I perduti dell'isola degli squali (Platinum High School), regia di Charles F. Haas (1960)
- Guadalcanal ora zero (The Gallant Hours), regia di Robert Montgomery (1960)
- Stella di fuoco (Flaming Star), regia di Don Siegel (1960)
- La città spietata (Town Without Pity), regia di Gottfried Reinhardt (1961)
- I giovani eroi (The Young and the Brave), regia di Francis D. Lyon (1963)
- I 4 del Texas (4 for Texas), regia di Robert Aldrich (1964)
- Sfida sotto il sole (Nightmare in the Sun), regia di John Derek e Marc Lawrence (1965)
- La città senza legge (Town Tamer), regia di Lesley Selander (1965)
- Un bacio per morire (Once Before I Die), regia di John Derek (1966)
- Quella sporca dozzina (The Dirty Dozen), regia di Robert Aldrich (1967)
- La brigata del diavolo (The Devil's Brigade), regia di Andrew V. McLaglen (1968)
- Il fango verde (The Green Slime), regia di Kinji Fukasaku (1968)
- Fino allo spasimo (Surabaya Conspiracy), regia di Wray Davis (1969)
- Latitudine zero (Ido zero daisakusen), regia di Ishirō Honda (1969)
- Chisum, regia di Andrew V. McLaglen (1970)
- Sfida senza paura (Sometimes a Great Notion), regia di Paul Newman (1970)
- Nessuna pietà per Ulzana (Ulzana's Raid), regia di Robert Aldrich (1972)
- The Kill, regia di Rolf Bayer (1973)
- Pat Garrett e Billy Kid (Pat Garrett & Billy the Kid), regia di Sam Peckinpah (1973)
- Organizzazione crimini (The Outfit), regia di John Flynn (1973)
- Chosen Survivors, regia di Sutton Roley (1974)
- Detective Harper: acqua alla gola (The Drowning Pool), regia di Stuart Rosenberg (1975)
- I giorni roventi del poliziotto Buford (Walking Tall Part II), regia di Earl Bellamy (1975)
- Grizzly, l'orso che uccide (Grizzly), regia di William Girdler (1976)
- Mako - Lo squalo della morte (Mako: The Jaws of Death), regia di William Grefe (1976)
- Ultimi bagliori di un crepuscolo (Twilight's Last Gleaming), regia di Robert Aldrich (1976)
- Future animals (Day of the Animals), regia di William Girdler (1977)
- Speed Interceptor III, regia di Earl Bellamy (1977)
- Mr. No Legs, regia di Ricou Browning (1979)
- Il buio (The Dark), regia di John "Bud" Cardos (1979)
- Pacific Inferno, regia di Rolf Bayer (1979)
- Delta Fox, regia di Beverly Sebastian e Ferd Sebastian (1979)
- Herbie sbarca in Messico (Herbie Goes Bananas), regia di Vincent McEveety (1980)
- California Dolls (All the Marbles), regia di Robert Aldrich (1981)
- Blood Song, regia di Robert Angus e Alan J. Levi (1982)
- Cold River, regia di Fred G. Sullivan (1982)
- L'aereo più pazzo del mondo... sempre più pazzo (Airplane II: The Sequel), regia di Ken Finkleman (1982)
- The Fix, regia di Will Zens (1984)
- Killing Machine (Goma-2), regia di José Antonio de la Loma (1984)
- Starman, regia di John Carpenter (1984)
- Il giorno della luna nera (Black Moon Rising), regia di Harley Cokeliss (1986)
- Ghetto Blaster, regia di Alan Stewart (1989)
- Colombia Connection - Il massacro (Delta Force 2: The Colombian Connection), regia di Aaron Norris (1990)
- Il re dei kickboxers (The King of the Kickboxers), regia di Lucas Lowe (1990)

### Televisione
- Climax! – serie TV, episodio 2x34 (1956)
- The 20th Century-Fox Hour – serie TV, episodio 2x04 (1956)
- West Point – serie TV, episodi 1x04-1x21-1x33 (1956-1957)
- Navy Log – serie TV, episodio 2x22 (1957)
- Crossroads – serie TV, episodi 2x26-2x27 (1957)
- Wire Service – serie TV, episodio 1x37 (1957)
- Panico (Panic!) – serie TV, episodi 1x15-2x10 (1957-1958)
- Flight – serie TV, episodio 1x01 (1958)
- The Gray Ghost – serie TV, episodio 1x32 (1958)
- Cimarron City – serie TV, episodio 1x10 (1958)
- The Texan – serie TV, episodio 1x20 (1959)
- Tightrope – serie TV, episodio 1x05 (1959)
- Indirizzo permanente (77 Sunset Strip) – serie TV, episodio 3x04 (1960)
- Have Gun - Will Travel – serie TV, episodio 6x08 (1962)
- Dakota (The Dakotas) – serie TV, episodio 1x08 (1963)
- L'ora di Hitchcock (The Alfred Hitchcock Hour) – serie TV, episodi 1x17-1x32-3x29 (1963-1965)
- La legge del Far West (Temple Houston) – serie TV, episodio 1x20 (1964)
- Bonanza – serie TV, episodio 6x09 (1964)
- Il virginiano (The Virginian) – serie TV, episodio 2x21 (1964)
- Selvaggio west (The Wild Wild West) – serie TV, episodio 1x19-2x25 (1966-1967)
- Kronos - Sfida al passato (The Time Tunnel) – serie TV, episodio 1x19 (1967)
- Detective anni trenta (Banyon) – serie TV, 9 episodi (1972)
- Firehouse Squadra 23 (Firehouse) – serie TV, 14 episodi (1973-1974)
- Petrocelli – serie TV, episodio 1x11 (1974)
- Ellery Queen – serie TV, episodio 1x11 (1975)
- Alla conquista dell'Oregon (The Oregon Trail) – serie TV, episodio 1x08 (1977)
- Pattuglia recupero (Salvage 1) – serie TV, 13 episodi (1979)
- Charlie's Angels – serie TV, episodio 5x05 (1980)
- La casa nella prateria (Little House on the Prairie) – serie TV, episodi 2x18-7x17-7x18 (1977-1981)
- Quella sporca dozzina II (The Dirty Dozen: Next Mission), regia di Andrew V. McLaglen – film TV (1985)
- La signora in giallo (Murder, She Wrote) – serie TV, episodio 4x05 (1987)
- Baywatch - Il mostro della baia (Baywatch: River of No Return), regia di Gregory J. Bonann – film TV (1992)

## Doppiatori italiani
Nelle versioni in italiano delle opere in cui ha recitato, Richard Jaeckel è stato doppiato da:
- Pino Locchi in Bastogne, L'assalto al treno postale, L'amore più grande, Torna, piccola Sheba, Il mare dei vascelli perduti, Quel treno per Yuma
- Massimo Turci in Prima linea, Cowboy, Quando l'inferno si scatena, Guadalcanal ora zero, Stella di fuoco
- Giuseppe Rinaldi in Romantico avventuriero, La città spietata
- Gianfranco Bellini in Terrore a Shanghai, La brigata del diavolo
- Claudio Capone in Nessuna pietà per Ulzana (ridoppiaggio), Colombia Connection - Il massacro
- Bruno Persa in Uomini violenti
- Cesare Barbetti ne Il nudo e il morto
- Glauco Onorato in Agguato nei Caraibi
- Sergio Tedesco in Quella sporca dozzina
- Michele Kalamera in Latitudine zero
- Carlo Reali in Chisum
- Renato Mori in Sfida senza paura
- Carlo Sabatini in Organizzazione crimini
- Giancarlo Padoan in Petrocelli
- Pino Colizzi in Ellery Queen
- Andrea Lala in Ultimi bagliori di un crepuscolo
- Massimo Rinaldi in Charlie's Angels
- Piero Tiberi in Starman
- Dario Penne ne Il giorno della luna nera
- Giorgio Lopez ne La signora in giallo

## Riconoscimenti
- Premi Oscar 1972 – Candidatura all'Oscar al miglior attore non protagonista per Sfida senza paura